# Émile Faguet
Pour les articles homonymes, voir Faguet.
Auguste Émile Faguet, né le 17 décembre 1847 à La Roche-sur-Yon et mort le 7 juin 1916 à Paris (5e), est un écrivain et un critique littéraire français.

## Biographie
Né d'Augustine Émilie Robin, sans profession, il est reconnu quelques mois plus tard, le 2 octobre 1848, par son père, Victor Faguet (1812-1881), qui avait été professeur à Poitiers et avait traduit en vers les tragédies de Sophocle et composé plusieurs recueils de poèmes, dont une chronique vendéenne en vers, Béatrix des Fontenelles.
Après avoir commencé ses études à Poitiers, Émile Faguet les poursuit au lycée Charlemagne à Paris et entre à l’École normale supérieure en 1867. Il est nommé professeur à Poitiers, puis enseigne successivement à La Rochelle, Bordeaux et Moulins. Il devient agrégé de lettres en 1874 et enseigne la rhétorique à Clermont-Ferrand. Le 3 novembre 1883, il soutient ses deux thèses de doctorat ès lettres à la Faculté de Paris. La première, en français, s'intéresse à la tragédie française du XVIe siècle. La deuxième, en latin, traite des poèmes lyriques de Prudence.
Devenu docteur ès lettres, il retrouve le lycée Charlemagne. De là, il passe au lycée Condorcet puis à Janson-de-Sailly où il exerce jusqu’en 1896. Choisi comme suppléant à la faculté des lettres de la Sorbonne en 1890, à la chaire de poésie française, il en devient le titulaire en 1897 et, le 15 février 1900 il est élu membre de l’Académie française au 3e fauteuil, jusque-là attribué au romancier Victor Cherbuliez.
Victime en juin 1909, en sortant de la Sorbonne, alors qu'il venait de surveiller une épreuve de licence ès lettres, d'une malheureuse chute du trottoir, Il fut transporté par des huissiers accourus,  à son domicile : 59 rue Monge où le docteur Lucas-Championnière lui a donné des soins. Il s'était fracturé la rotule; Ce fâcheux accident lui était déjà arrivé quelques années plus tôt.

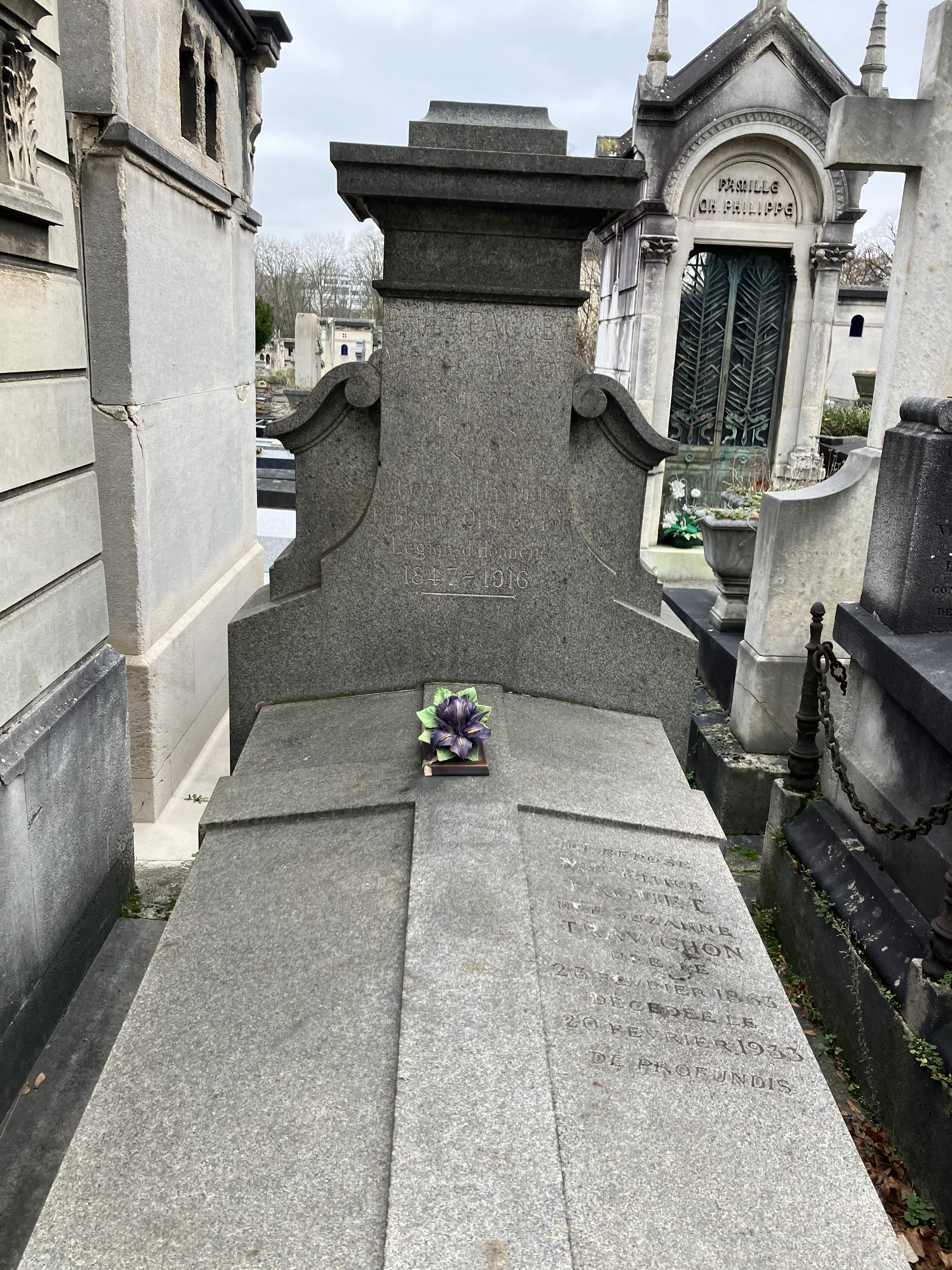
Tombe au cimetière du Montparnasse.

Il est enterré au cimetière du Montparnasse (10e division).

## Carrière littéraire

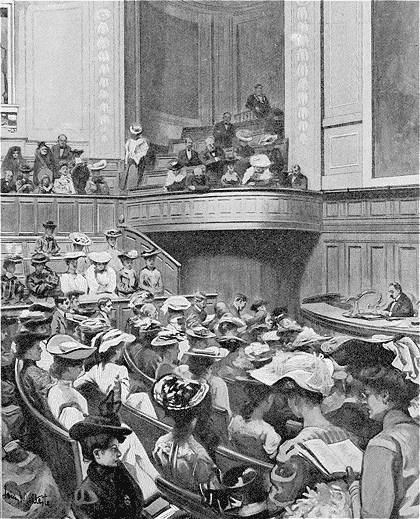
Cours de Faguet à la Sorbonne en 1905.

Ami de Francisque Sarcey, il fréquente l’influent salon de la célèbre « dame aux violettes », Mme de Loynes, où il se lie avec le critique Jules Lemaître à qui il succède, en 1896, au Journal des débats. Il collabora alors à de nombreux journaux et périodiques dont Cosmopolis (1896-1898), Le Gaulois, Le Matin, Le Soleil, la Revue des deux Mondes où il donne une série de portraits de Mme de Staël, Louis de Bonald, Joseph de Maistre, la Revue bleue, et la Revue latine, qu’il rédige presque entièrement, la Revue de Paris, la Revue encyclopédique, la Revue des cours littéraires, la Revue du palais, Comœdia, Conférencia, où il traitait le feuilleton dramatique, l’histoire, la littérature ou la philosophie. En 1910, il devient collaborateur de Touche à tout.
Il écrivit un nombre considérable d’ouvrages qui ont formé des générations entières d’étudiants. Très érudit, écrivain plein de verve, à libre allure, il fut tour à tour brillant chroniqueur et critique subtil, s’intéressa surtout aux idées et son ouvrage Politiques et moralistes du XIXe siècle le révéla comme un fin psychologue.
Il publia sur la littérature : Études littéraires sur les XVIe, XVIIe, XVIIIe et XIXe siècles, Histoire de la littérature française, Histoire de la poésie française (de la Renaissance au romantisme), Notes sur le théâtre contemporain, et écrivit de nombreuses études de critique sur Corneille, La Fontaine, André Chénier, Voltaire, Gustave Flaubert, Jean-Jacques Rousseau, Nietzsche. À Honoré de Balzac, il reprochait (en 1887) « ses idées de clerc de notaire de province et les vulgarités de son style. »
Il est également l’auteur de nombreux ouvrages politiques : Problèmes politiques du temps présent, l'Anticléricalisme, le Culte de l’incompétence, le Socialisme, le Pacifisme, le Féminisme, le Libéralisme, Questions politiques, la Politique comparée de Montesquieu, Rousseau et Voltaire, ainsi que d’ouvrages philosophiques : Pour lire Platon, En lisant Nietzsche, L’Œuvre sociale de la Révolution française.
Auteur d’ouvrages pédagogiques comme Simplification simple de l’orthographe, l’Art de lire, En lisant les beaux livres, Initiation littéraire, il composa, dans sa jeunesse, des poésies.
L’Académie française lui décerne le prix Montyon en 1887 et le prix Vitet en 1892. Il était officier de la Légion d'honneur, décoré le 17 octobre 1912 par Jules Lemaître (et chevalier depuis le 2 mai 1892). Élu à l'Académie française en 1901.

## L'affaire Dreyfus et la Ligue de la patrie française
À l'époque de l'Affaire Dreyfus, comme les critiques Francisque Sarcey et Jules Lemaître, les peintres Edgar Degas et Auguste Renoir, les écrivains Pierre Louÿs et Frédéric Mistral etc., il appartint à la Ligue de la patrie française, ligue antidreyfusarde modérée,.
Connu pour considérer Victor Hugo comme un auteur creux quoique maîtrisant la rime et la forme poétique, c'est peut-être dans ce cercle antidreyfusard qu'il nourrit son sentiment anti-Hugo.

## Œuvres
- La Tragédie française au XVIe siècle (thèse de doctorat - 1883)
- De Aurelii Prudentii Clementis carminibus lyricis (thèse de doctorat - 1883)
- Corneille  (1885)
- La Fontaine  (1889)
- Politiques et moralistes du XIXe siècle (1891)
- Voltaire  (1894)
- Flaubert  (1899)
- Questions politiques  (1902)
- La politique comparée de Montesquieu, Rousseau et Voltaire (1902)
- Études littéraires  (1903)
- Le Libéralisme (1903)
- Propos sur le théâtre (5 volumes) (1903-1910)
- En lisant Nietzsche  (1904)
- Propos littéraires - Deuxième série (1904)
- Propos littéraires - Troisième série (1905)
- Simplification simple de l’orthographe  (1905)
- Pour qu’on lise Platon (1905)
- L'anticléricalisme (1906), lire en ligne
- Propos littéraires - Quatrième série (1907)
- Musset des familles  (1907)
- Le socialisme en 1907  (1907)
- Le Pacifisme  (1908)
- Discussions politiques  (1909)
- La démission de la morale  (1909)
- Le Culte de l'incompétence  (1910)
- Études littéraires -  (1910)
- Propos littéraires - Cinquième série (1910)
- Madame de Sévigné  (1910)
- Le Féminisme  (1910)
- Rousseau penseur  (1910)
- Vie de Rousseau  (1910)
- Rousseau artiste  (1910)
- Rousseau contre Molière  (1910)
- En lisant les beaux livres  (1911)
- Les amies de Rousseau  (1912)
- L’Art de lire  (1912)
- Monseigneur Dupanloup - un grand évêque  (1914)
- Initiation philosophique  (1918)
- Initiation littéraire  (1918)
- Chansons d'un passant  (1921)
- Histoire de la poésie française (de la Renaissance au romantisme)  (11 volumes) (1923-1936)

I. Au temps de Malherbe ; II. De Malherbe à Boileau ; III. Précieux et Burlesques ; IV. Jean de La Fontaine ; V. Nicolas Boileau ; VI. De Boileau à Voltaire ; VII. Voltaire ; VIII. Les poètes secondaires du XVIIIe siècle (1700-1750) ; IX. Les Poètes secondaires du XVIIIe siècle (1750-1789) ; X. André Chénier ; XI. Au temps de la Révolution
 Les dix commandements  (1926) (De l'amour de soi, De l'amour, De l'amour de la famille, De l'amitié, De la vieillesse, De l'amour de sa profession, De la patrie, De la vérité, Du devoir, De Dieu)

## Sources
- Christophe Charle, Dictionnaire biographique des universitaires aux XIXe et XXe siècles, Volume 1, La Faculté des Lettres de Paris (1809-1908), Éditions du CNRS, 1985.
- Dossier F 17 22251 et 20715 (pour son père)
- Déclaration de succession, archives de l’Enregistrement, Paris.
- Alphonse Séché, E. Faguet, Sansot, 1904.
- Dictionnaire de Biographie française.
- Victor Giraud, Moralistes français, Hachette, 1923.
- Victor Giraud, Les maîtres de l'heure, Hachette, 1911.
- A. Chaumeix, Discours de réception à l’Académie française, 1931.
- Henry Bordeaux, Portraits d'hommes, Plon, 1924.
- Jules Lemaître, Les contemporains, 1900
- Jean Calvet, Visages d'un demi-siècle, Grasset, 1958
- (it) Cesare Goretti, Il liberalismo di Émile Faguet, Rivista internazionale di filosofia del diritto, 1949, 163.
- Acte de décès no 1292. Inhumation le 29 juillet 1916 au cimetière du Montparnasse, 10e division, 4e ligne ouest, sépulture no 8 Nord. La concession perpétuelle porte le no 40 BV 1916.